# Amblymora marmorata
Amblymora marmorata là một loài bọ cánh cứng trong họ Cerambycidae.